# Iesle
Iesle – wieś w Rumunii, w okręgu Suczawa, w gminie Mălini. W 2011 roku pozostawała niezamieszkana. 